# 나미비아 달러
나미비아 달러 (ISO 4217 NAD)는 1993년부터 나미비아의 통화이다. 약어는 $ 나 N$ 로 사용하는데, N$는 다른 달러를 사용하는 국가와 구별하기 위해 사용하는 약어이다. 1 달러는 100 센트로 나뉜다.

## 동전
현재 통용되는 동전은
- 5 센트
- 10 센트
- 50 센트
- 1 나미비아 달러
- 5 나미비아 달러

가 있다.
동전을 만든 해는 1993년, 1996년, 1998년, 2000년과 2002년이다. 센트 동전은 니켈 강철 도금 로 만들어지고 달러 동전은 황동으로 만든다.

## 지폐
현재 통용되는 지폐는
- 10 나미비아 달러
- 20 나미비아 달러
- 50 나미비아 달러
- 100 나미비아 달러
- 200 나미비아 달러

가 있다.

## 같이 보기
- 달러